# Eudonia ivelonensis
Eudonia ivelonensis là một loài bướm đêm trong họ Crambidae. Chúng được Leraut mô tả đầu tiên vào năm 1989. Loài này được tìm thấy ở Madagascar.